# Gasconade County
Gasconade County är ett administrativt område i delstaten Missouri, USA, med 15 222 invånare. Den administrativa huvudorten (county seat) är Hermann.

## Geografi
Enligt United States Census Bureau så har countyt en total area på 1 363 km². 1 349 km² av den arean är land och 14 km² är vatten. 

### Angränsande countyn
- Montgomery County - nord
- Warren County - nordost
- Franklin County - öst
- Crawford County - sydost
- Phelps County - syd
- Maries County - sydväst
- Osage County - väst